# Jenny Larsson
Jenny Helena Larsson, född den 18 oktober 1973, är en svensk språkhistoriker.
Jenny Larsson är professor i baltiska språk vid Stockholms universitet. I sin forskning fokuserar hon på språkens historia. Larsson mottog Köpenhamns universitets guldmedalj för sin prisuppsats On the Development of Proto-Indo-European Root Nouns in the Baltic Languages 1998. Hon disputerade vid Köpenhamns universitet med doktorsavhandlingen Studies in Baltic Word Formation 2004 och mottog det danska forskningsrådets pris Ung Eliteforsker för framstående forskare under 35 år 2007. Under perioden 2007 – 2010 var hon knuten till forskningsprojektet Roots of Europe – Language, Culture, and Migrations vid Köpenhamns universitet. Hon är sedan 2020 forskningsledare för RJ-programmet LAMP - Languages and Myths of Prehistory.
Hon utnämndes till docent i baltiska språk vid Stockholms universitet 2010 och är sedan 2015 verksam som professor i baltiska språk vid samma lärosäte. Larsson har varit ordförande för Sveriges unga akademi och Humtank samt ledamot av Östersjöstiftelsens styrelse. Hon är föreståndare för Centre for Studies in Indo-European Language and Culture vid Stockholms universitet.